# كريستوفر وولف
كريستوفر وولف (بالإنجليزية: Christopher Wolf)‏ هو محامي أمريكي، ولد في 1954.